# Världsmästerskapen i bågskytte 1977
Världsmästerskapen i bågskytte 1977 arrangerades i Canberra i Australien mellan den 8 och 11 februari 1977.

## Medaljsummering

### Recurve
| Event                          | Guld                                                   | Silver                                                                      | Brons                                                          |
| Herrarnas individuella tävling | Richard McKinney (USA)                                 | Takashi Kamei (JPN)                                                         | Leandro De Nardi (ITA)                                         |
| Damernas individuella tävling  | Luann Ryon (USA)                                       | Jadwiga Wilejto (POL)                                                       | Irene Daubenspeck (USA)                                        |
| Herrarnas lag                  | USA Darrell Pace Richard McKinney Edwin Murray Eliason | Italien Leandro De Nardi Giancarlo Ferrari Sante Spigarelli                 | Japan Takashi Kamei Takayoshi Matsushita Hiroshi Michinaga     |
| Damernas lag                   | USA Luann Ryon Irene Daubenspeck Ruth Rowe             | Sovjetunionen Zebiniso Rustamova Lhamo Bubeevna Dasjirabdanova Olga Rulenko | Australien Carole Mary Toy Maureen Adams Shirley Vera Chessher |

### Medaljtabell
| Pl. | Nation        | Guld | Silver | Brons | Totalt |
| --- | ------------- | ---- | ------ | ----- | ------ |
| 1   | USA           | 4    | -      | 1     | 5      |
| 2   | Italien       | -    | 1      | 1     | 2      |
| 2   | Japan         | -    | 1      | 1     | 2      |
| 4   | Polen         | -    | 1      | -     | 1      |
| 4   | Sovjetunionen | -    | 1      | -     | 1      |
| 6   | Australien    | -    | -      | 1     | 1      |